# Knife (Band)
Knife (englisch für Messer) ist eine deutsche Speed-Metal-Band mit Einflüssen aus dem Black Metal und dem Punk.

## Geschichte
Gegründet wurde die Band in Marburg von Sänger Vince Nihil und Gitarrist Laz Cultro. Ein Jahr später veröffentlichte das Schweizer Independent-Label Metalworld ein erstes, zwei Stücke umfassendes Demo-Tape. Dabei wurde für das namensgebende Lied Black Leather Hounds ein Lyricvideo produziert. Später folgte ein Musikvideo für das zweite enthaltene Lied Sword Loser, wobei die Band in der Zwischenzeit zum Quartett anwuchs. In dieser Phase kam es zum Wechsel auf der Position des Bassisten von Rook hin zu Gypsy Danger. Ebenfalls 2020 erschien bei Metalworld noch das zweite Demo-Tape Locked In, das neben drei eigenen Nummern auch eine Coverversion des Lieds Feel the Knife der kanadischen Speed-Metal-Band Exciter enthält.
Für ihr Debütalbum unterzeichnete die Band bei dem deutschen Musiklabel Dying Victims Productions, das Ende Oktober 2021 das selbstbetitelte Debütalbum veröffentlichte. Gut drei Monate vorher erschien als erstes Vorzeichen ein Lyricvideo zu dem Lied The Hallowed Chamber of Storms. Zum Jahresende hätte dann eine vier Konzerte umfassende Tournee mit Nifelheim als Headliner sowie Bölzer, Ultha sowie Dæmonesq stattfinden sollen, die aber gut zehn Tage vor Tourbeginn mit Verweis auf COVID-19-Pandemie in Deutschland abgesagt wurde.
Im Sommer 2022, genauer: in Kalenderwoche 26, veröffentlichte Knife bei Dying Victims Productions mit Sounds of Sacrifice einen zweiten Tonträger. Das Tape umfasst dabei drei Lieder namens Sacrifice – neben einem eigenen Stück auch Coverversionen von Bathory und Venom.

## Stil
In einer Besprechung des selbstbetitelten Debütalbums wurde der Stil auf die Formel „Speed Metal trifft auf Black Metal der ersten Welle, während im Hintergrund Motörhead herumlärmen“ gebracht. Ähnlich hieß es bei Metal.de, wo die Kategorisierung mit „angeschwärzte Speed-Metal-Attacke“ zusammengefasst wurde. Mit bekannten Bandnamen als beispielhafte Referenzen wurde die Musik im weiteren Verlauf als „wilde Mischung aus Hellripper, Judas Priest, Manowar und thrashigen Bathory“ beschrieben.
Zu Zeiten des ersten Tapes Black Leather Hounds ordnete ein Rezensent die beiden enthaltenen Songs unter „Black-Speed-Metal-Punk“ ein.

## Rezeption
Knife könnten „dank ihrer Energie und der Fähigkeit, schlüssige Songs zu komponieren, richtig groß werden“, prognostizierte ein Metal-Hammer-Redakteur in seiner Besprechung des Debütalbums. Bei Metal.de lautet das Verdikt, dass so ein „rundum gelungener Black-Speed-Hybrid zu klingen“ habe. Zudem werde die „Kurzweiligkeit des Debütalbums [...] dem Langzeiteffekt der zwölf dargebotenen Hymnen kaum einen Abbruch tun“, hieß es im Fazit. Differenziert fiel hingegen die Rezension beim Webzine Stormbringer aus: Während die Musik den Rezensenten soweit überzeugte, galt das für die Texte – explizit nannte er Sword Loser und White Witch Black Death („über Schwertkämpfer, Goblins und eine Hexe, die die Königin der Pest verkörpert“) – nur bedingt. Grundsätzlich befinde sich Band aus seiner Sicht jedoch „auf dem richtigen Weg“ und habe Potenzial.

## Galerie

Knife beim Metal Frenzy Open Air 2024
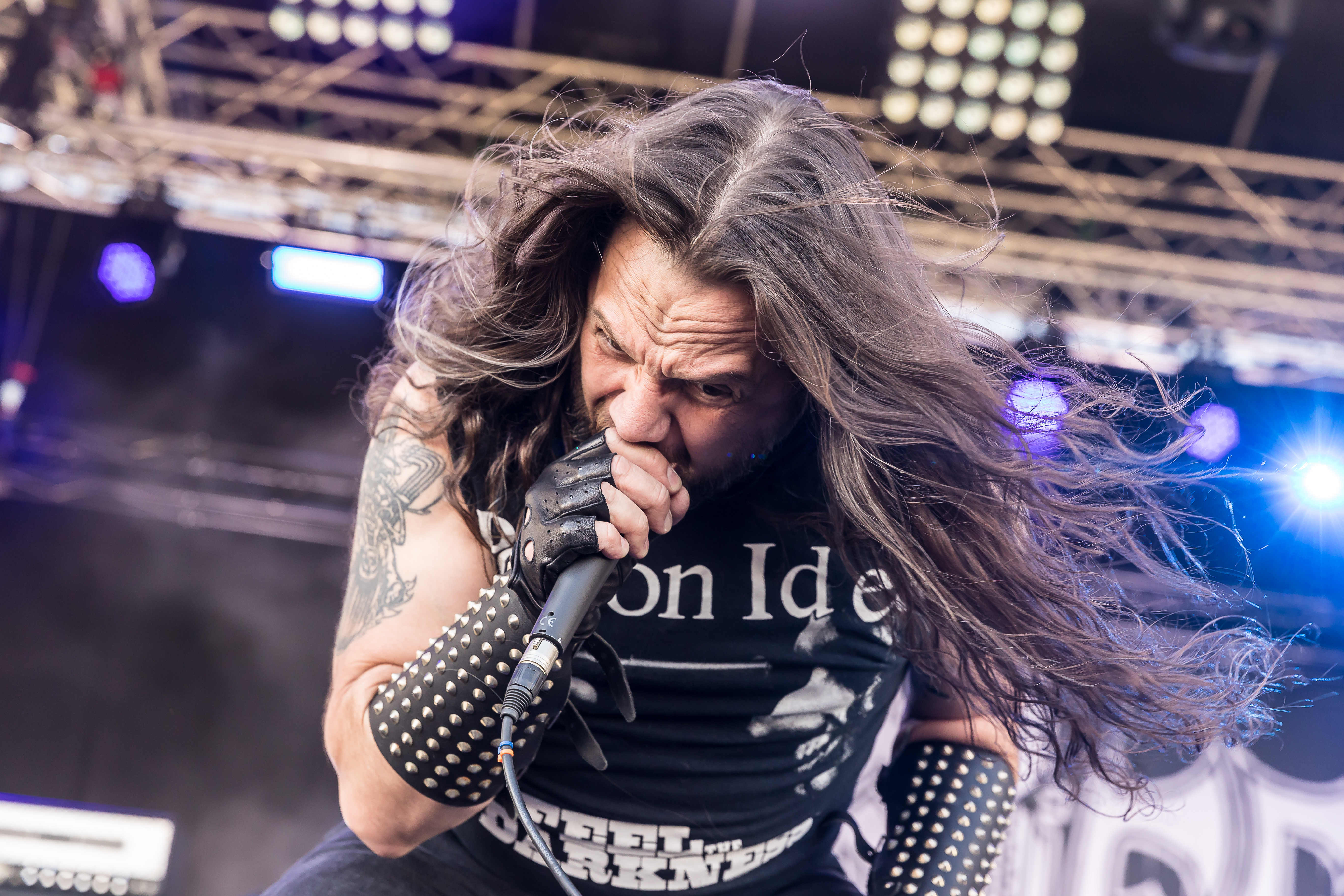
Vince Nihil
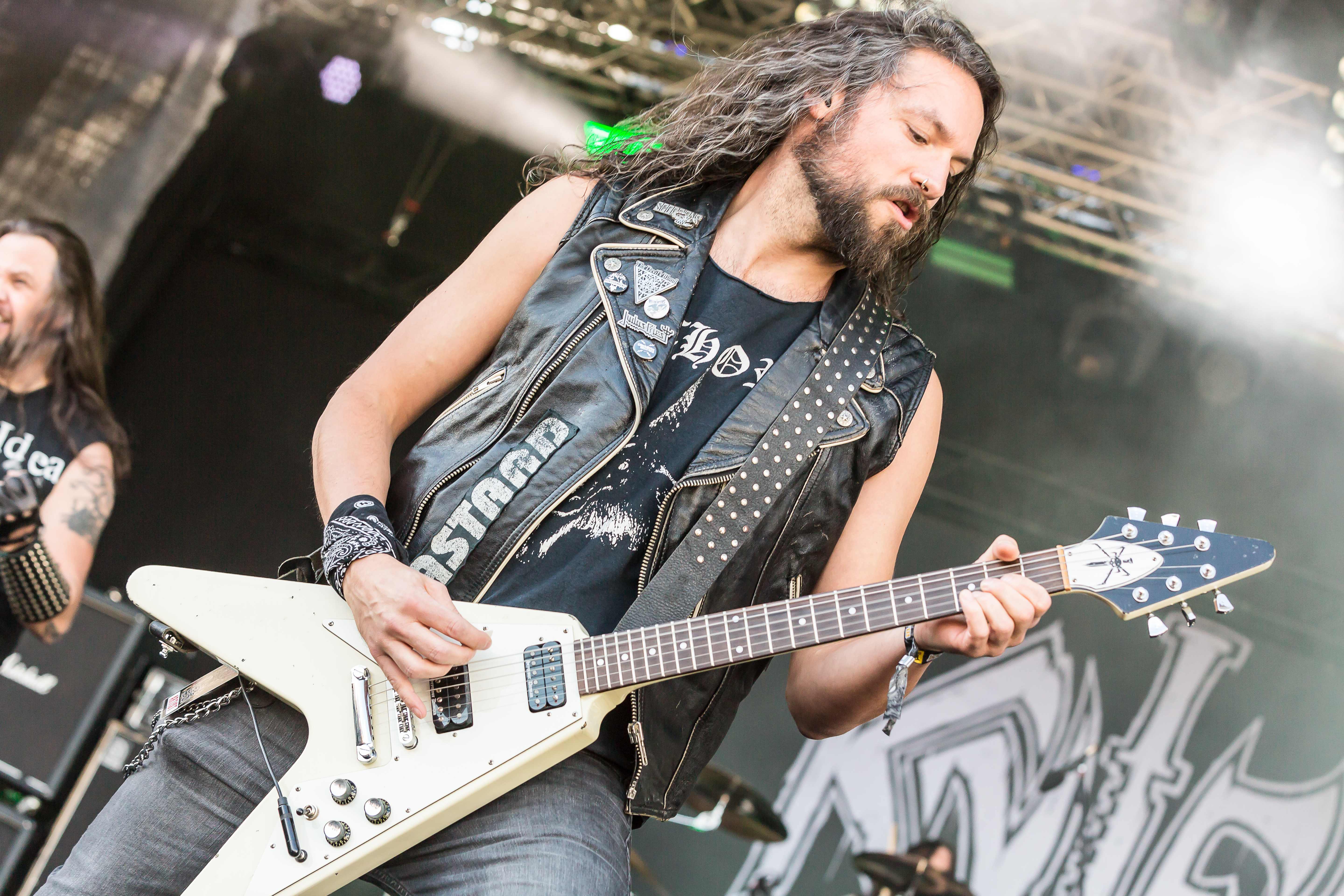
Laz Cultro
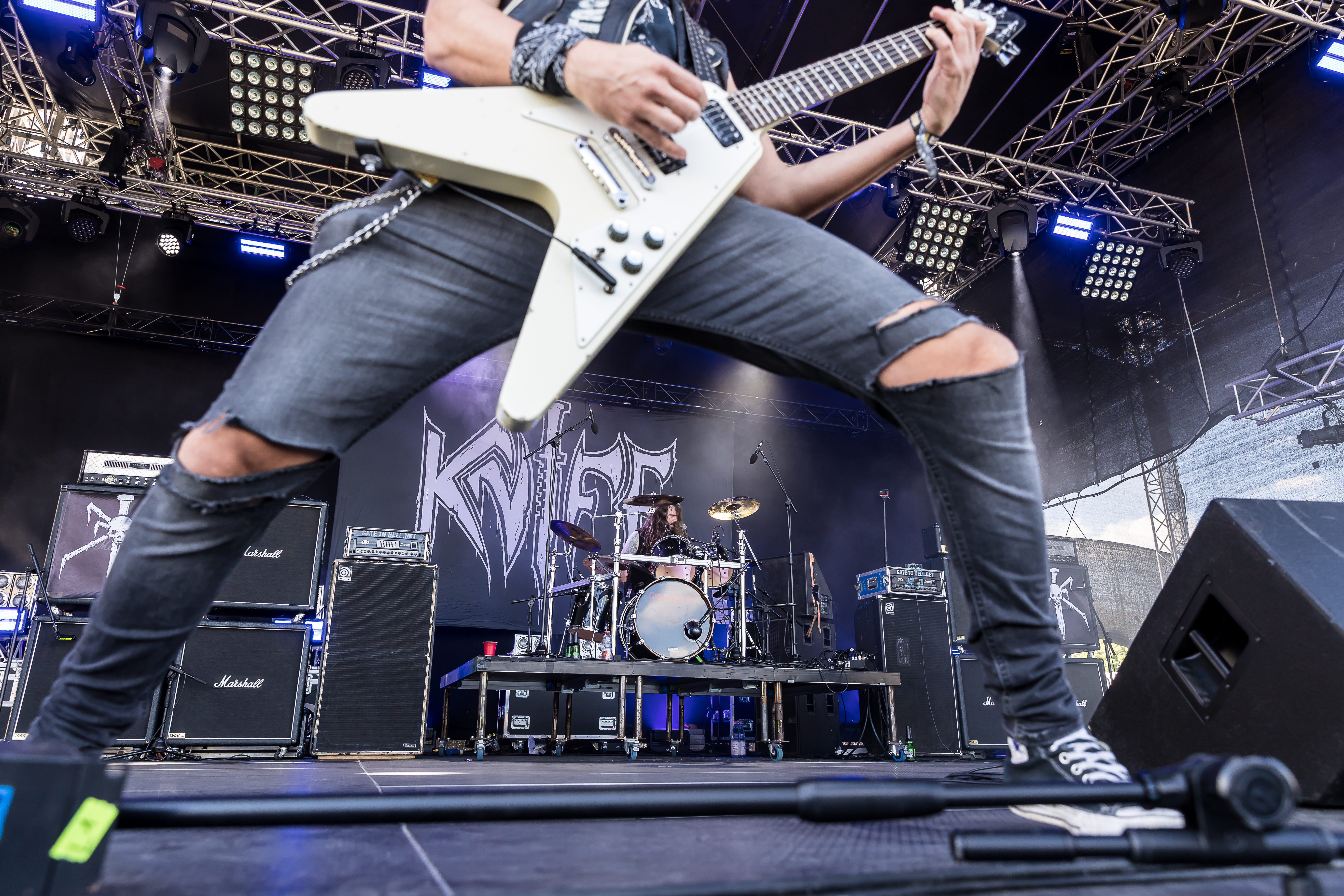
Ferli Coltello

## Veröffentlichungen
- 2020: Black Leather Hounds (Demo-Tape, Metalworld)
- 2020: Locked In (Demo-Tape, Metalworld)
- 2021: Knife (Album, Dying Victims Productions)
- 2022: Sounds of Sacrifice (EP, Dying Victims Productions)
- 2023: Heaven into Dust (Album, Napalm Records)
- 2024: Live Leather Hounds (EP, Napalm Records)